# Ваду-Перулуй
Ваду-Перулуй (рум. Vadu Părului) — село у повіті Прахова в Румунії. Входить до складу комуни Албешть-Палеологу.
Село розташоване на відстані 55 км на північ від Бухареста, 14 км на схід від Плоєшті, 93 км на південний схід від Брашова.

## Населення
За даними перепису населення 2002 року у селі проживала 2061 особа, усі — румуни. Усі жителі села рідною мовою назвали румунську.